# Neith (esposa de Pepi II)
Neith (N.t, nom de la deessa Neith) va ser una reina egípcia de la VI dinastia. Era una de les principals reines del faraó Pepi II Neferkare de l'Imperi Antic (c. 2278 aC - c. 2184 aC). Aquesta reina va rebre el nom de la deessa Neith.
Es creu que Neith era filla del faraó Pepi I i de la reina Ankhesenpepi I, el que la convertiria alhora en tieta i cosina del faraó Pepi II. Podria haver estat també la mare del rei Nemtiemsaf II.

## Títols
Els seus títols coneguts com a filla reial eren els següents:
- Filla del Rei (zȝt-nswt)
- Filla del Rei més gran del seu cos (zȝt-nswt-smswt-n-ẖt.f)
- Filla del Rei més gran del seu cos de Mennefer-Merire (zȝt-nswt-smswt-n-ẖt.f-mn-nfr-mry-rˁ)
- Princesa hereditària (jryt-pˁt)

Com a esposa del faraó va utilitzar els títols següents:
- Dona del Rei (hmt-nisw)
- Dona del Rei estimada de Men-ankh-Neferkare (ḥmt-nsw mryt.f-mn-ˁnḫ-nfr-kȝ-rˁ)
- Mare del Rei (mwt-nswt)
- Gran de lloances (wrt-ḥzwt)
- Gran del ceptre d'hetes (wrt-hetes)
- La que veu Horus i Seth (mȝȝt-ḥrw-stẖ)
- Asistent d'Horus (ḫt-ḥrw)
- Consort i estimada de les Dues Dames (smȝyt-mry-nbty)
- Companya d'Horus (tjst-ḥrw i smrt-ḥrw)

## Enterrament

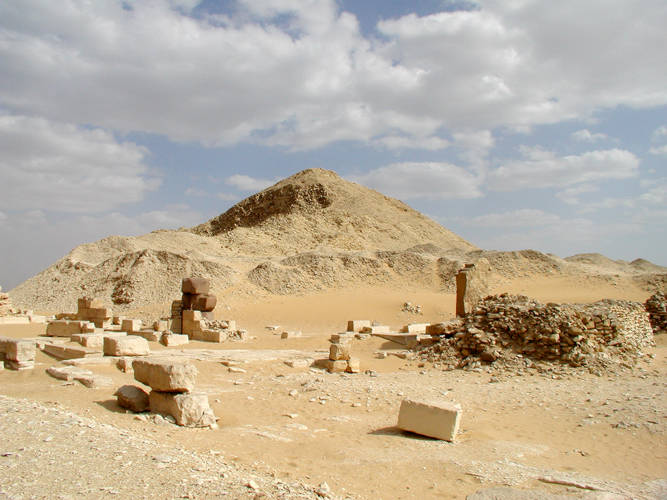
Piràmide de Pepi II amb les piràmides més petites per a les reines Neith, Iput II i Udjebten.

Dels tres petits complexos de piràmides construïts al voltant de la piràmide principal de Pepi II, el de Neith és el més gran. La piràmide de Neith podria haver estat la primera construïda entre les piràmides de la reina associades a Pepi II. El complex de la piràmide de Neith incloïa un petit temple, una piràmide satèl·lit i una flota de setze vaixells de fusta enterrats entre la piràmide principal i la piràmide satèl·lit. L'entrada al recinte estava flanquejada per dos obeliscs inscrits. La cambra funerària de Neith estava inscrita amb textos de les piràmides. Aquesta és la segona aparició coneguda d'aquests textos en la piràmide d'una reina, la primera és la d'Ankhenespepy II. La cambra funerària contenia un sarcòfag de granit vermell (buit) i un vas canopi.
Es van trobar les restes d'almenys part de la seva mòmia i van ser allotjades a l'escola de medicina Qasr el-Aini.